# Sarah Lancashire
Sarah-Jane Abigail Lancashire est une actrice britannique née le 10 octobre 1964 à Oldham, Angleterre.

## Biographie
Son père, Geoffrey Lancashire (1933 - 2004) a été scénariste de 171 épisodes de Coronation Street, sa mère est Hilda Lancashire. Elle a trois frères, Simon, James et John Lancashire.
Elle sort diplômée de la Guildhall School of Music and Drama en 1986.

### Vie privée
Elle est mariée de 1985 à 1995 à Gary Hargreaves, avec qui elle a deux enfants : Thomas Alan Hargreaves, né en août 1987, et Matthew Joseph Hargreaves, né le 15 août 1989.
Elle se remarie en 2001 à Peter Salmon, un producteur britannique, avec lequel elle a un fils, Joseph Peter Salmon, né en 2003.

## Carrière
Actrice de télévision, elle est principalement connue pour son rôle dans le soap opera Coronation Street, diffusé sur ITV1, où elle interprète Raquel Watts, de 1991 à 1996. Elle poursuit sa carrière dans plusieurs séries télévisées, parmi lesquelles Where the Heart Is sur ITV1 (1997-1999) et Murder Most Horrid (en) sur BBC One (1999). Dans les années 2000, elle devient l'actrice vedette de la chaîne de télévision ITV. Elle participe par la suite à divers téléfilms et séries télévisées.
Elle s'essaye en 2004 à la réalisation, sur l'épisode Viva Las Blackpool du Afternoon Play (en) de BBC One, épisode pour lequel elle est nommée aux BAFTA TV Award 2005, catégorie « meilleure nouvelle réalisatrice ».
Si l'actrice est surtout connue pour son rôle dans Coronation Street, elle avoue que son dernier rôle dans Last Tango in Halifax, a eu beaucoup plus d'impact dans sa vie de femme et d'actrice. Son rôle de directrice d'école, Caroline, lui vaudra une nomination aux BAFTA.
Entre 2014 et 2022, elle incarne durant trois saisons espacées le Sergent Catherine Cawood, héroïne de la série Happy Valley aux côtés de Siobhan Finneran et de James Norton. Les trois saisons, chacune espacée de quelques années, sont saluées par les critiques internationales et permettent à Sarah Lancashire d'obtenir de multiples récompenses et nominations.
Parallèlement, la comédienne porte ou soutient plusieurs mini-séries (Kiri, MotherFatherSon, The Accident) et apparaît au cinéma, d'abord en 2016 dans  Yesterday, réalisé par Danny Boyle, puis en 2021 dans Tout le monde parle de Jamie, adaptée de la comédie musicale qui remporta un vif succès dans le West End de Londres à partir de 2017. Elle y joue la mère du jeune héros, aux côtés de Sharon Horgan et de Richard E. Grant.
À partir de 2022, Sarah Lancashire incarne la cheffe cuisinière et animatrice de télévision américaine Julia Child dans la série Julia sur la chaîne HBO, qui revient sur l'époque où celle-ci présentait l'émission The French Chef.

## Filmographie

### Cinéma
- 2007 : And When Did You Last See Your Father? d'Anand Tucker
- 2016 : La British Compagnie (Dad's Army) d'Oliver Parker : Mme Pike
- 2019 : Yesterday de Danny Boyle : Liz
- 2021 : Tout le monde parle de Jamie (Everybody's Talking About Jamie) de Jonathan Butterell : Margaret New

### Télévision

#### Séries télévisées
- 1987 / 1991 - 1996 / 2000 : Coronation Street : Wendy Farmer / Raquel Watts
- 1988 : Dramarama : Janice Dobbs
- 1989 : Watching : Mme Linden
- 1991 : The Bill : La femme dans le train
- 1997 : Bloomin' Marvellous : Liz Deakin
- 1997 - 1999 : Where the Heart Is : Ruth Goddard
- 1998 : Verdict : Anne Cloves
- 1999 : Murder Most Horrid : Karen Sullivan
- 2000 : Chambers : Ruth Quirke
- 2000 : Clocking Off : Yvonne Kolakowski
- 2001 : The Glass : Carol Parker
- 2002 / 2004 - 2005 : Rose and Maloney : Rose Linden
- 2005 : The Rotters' Club : Barbara Chase
- 2007 : Oliver Twist : Mme Corney
- 2007 : Skins : Mary
- 2008 : Doctor Who : Miss Foster
- 2008 - 2011 : Lark Rise to Candleford : Laura adulte (voix)
- 2009 : All the Small Things : Esther Caddick
- 2009 : Wuthering Heights : Nelly
- 2010 : Inspecteur George Gently (Inspector George Gently) : Mallory Brown
- 2010 : Five Daughters: Rosemary Nicholls
- 2012 : Maîtres et valets (Upstairs Downstairs) : Miss Whisset
- 2012 - 2013 : The Paradise : Miss Audrey
- 2012 - 2016 / 2020 : Last Tango in Halifax : Caroline
- 2014 / 2016 / 2022 : Happy Valley : Sergent Catherine Cawood
- 2017 - 2018 : School of Roars : Mme Twirlyhorn
- 2018 : Kiri : Miriam Grayson
- 2019 : MotherFatherSon : Angela Howard
- 2019 : The Accident : Polly Bevan
- 2020 : Alan Bennett's Talking Heads : Gwen Fedder
- 2022 : Julia : Julia Child
- 2024 : Black Doves de Joe Barton : Reed

#### Téléfilms
- 2000 : Seeing Red de Graham Theakston : Coral Atkins
- 2000 : My Fragile Heart de Gavin Millar : Trina Lavery
- 2001 : Gentlemen's Relish de Douglas Mackinnon : Violet Askey
- 2001 : Back Home de Simon Massey : Peggy Dickinson
- 2002 : The Cry de David Drury : Meg Bartlet
- 2002 : Birthday Girl de Morag Fullarton : Rachel Jones
- 2003 : Sons & Lovers de Stephen Whittaker : Gertrude Morel
- 2005 : Cherished de Robin Sheppard : Angela Cannings
- 2007 : Sex, the City and Me de Philippa Lowthorpe : Ruth Gilbert
- 2015 : L'Habilleur (The Dresser) de Richard Eyre : Madge

## Distinctions (listes non exhaustives)

### Récompenses
- National Television Awards 2000 : actrice la plus populaire pour Seeing Red
- TV Quick Awards 2000 : meilleure actrice pour Clocking Off et Seeing Red
- TRIC Awards 2001 : interprète dramatique de l'année
- British Academy Television Awards 2014 : meilleure actrice dans un second rôle pour Last Tango in Halifax
- 64e cérémonie des British Academy Television Awards 2017 : meilleure actrice pour Happy Valley
- National Television Awards 2015 de la performance dramatique pour Happy Valley
- Nymphe d'or 2017 de la meilleure actrice dans une série dramatique (Festival de télévision de Monte-Carlo) pour Happy Valley
- Prix de la meilleure performance dramatique et  prix de reconnaissance spéciale de l'année 2023 remis par Sir Ian McKellen pour Happy Valley (série télévisée).

### Nominations
- National Television Awards 1996 : actrice la plus populaire pour Coronation Street
- National Television Awards 1998 : actrice la plus populaire pour la série télévisée Where the Heart Is
- BAFTA TV Award 2005 : meilleure nouvelle réalisatrice pour l'épisode Viva Las Blackpool de The Afternoon Play
- Laurence Olivier Award 2012 : meilleure actrice dans une comédie musicale pour Betty Blue Eyes (en)
- British Academy Television Awards 2013 : meilleure actrice dans un second rôle pour Happy Valley